# 坂出市立東部小学校
坂出市立東部小学校（さかいでしりつ　とうぶ　しょうがっこう）は、香川県坂出市室町にある公立小学校。

## 概要
坂出市のJR 予讃線 坂出駅の東側に位置し、坂出市街地の東部地域を占める小学校である。

## 歴史

### 沿革
- 1909年 坂出尋常小学校（今の坂出小学校）から分かれ、第二尋常小学校として開校[1]。
- 1924年 坂出東部尋常小学校と改称。
- 1935年 高等科を新しく作り、坂出東部尋常高等小学校と改称。
- 1941年 坂出東部国民学校と改称 。
- 1942年 坂出市がとなりの林田村と合併し、坂出市となる。坂出市立東部国民学校と改称。
- 1947年 坂出市立東部小学校と改称。

### 児童数の推移
児童数は、1981年以降減少傾向である。
- 1975年：827人
- 1976年：853人
- 1977年：892人
- 1978年：884人
- 1979年：936人
- 1980年：949人
- 1981年：982人
- 1982年：933人
- 1983年：916人
- 1984年：887人
- 1985年：866人
- 1986年：828人
- 1987年：773人
- 1988年：751人
- 1989年：698人
- 1990年：670人
- 1991年：629人
- 1992年：614人
- 1993年：597人
- 1994年：628人
- 1995年：612人
- 1996年：577人
- 1997年：579人
- 1998年：541人
- 1999年：548人
- 2000年：511人
- 2001年：504人
- 2002年：506人
- 2003年：474人
- 2004年：477人
- 2005年：471人
- 2006年：471人
- 2007年：450人

## 進学先中学校
- 坂出市立東部中学校

## 交通
- JR 予讃線 坂出駅より徒歩5分

## 校区内の主な施設
- 坂出市役所
- JR坂出駅
- 坂出郵便局

## 通学区域
坂出市 京町、室町、旭町、横津町、昭和町、江尻町、谷町、福江町。